# 志籠谷町
志籠谷町（志篭谷町、しこやちょう）は、愛知県西尾市の地名。

## 地理

### 河川・池沼
- 矢作古川
- 北浜川

### 交通
- 国道23号
- 愛知県道479号熊味岡崎線

### 施設
- 古川緑地
- 西尾市スポーツ広場
- 志子屋砦跡
- 蓮正寺
- 神明社
- セキソー西尾工場

## 歴史

### 地名の由来
「四小屋」「志こ屋」「志古屋」「志子屋」「志許屋」などの表記が残っており、人家が4軒あったことによる「四小屋」が由来であるとも、根小屋から「子小屋」の表記を経て、読みが「ねこや」から「しこや」に変化したともいわれる。

### 沿革
- 戦国時代 - 三河国幡豆郡吉良荘内に「しこや」の地名が記録に残る[2]。
- 江戸時代 - 三河国幡豆郡志籠谷村として所在[2]。西尾藩領[2]。
- 1889年（明治22年） - 久麻久村大字志籠谷となる[2]。
- 1906年（明治39年） - 西尾町大字志籠谷となる[2]。
- 1953年（昭和28年） - 西尾市大字志籠谷となる[2]。
- 1954年（昭和29年） - 西尾市志籠谷町となる[2]。

### 人口の変遷
国勢調査による人口および世帯数の推移。
| 1995年（平成7年）  | 81世帯 318人  |  |
| 2000年（平成12年） | 99世帯 340人  |  |
| 2005年（平成17年） | 109世帯 348人 |  |
| 2010年（平成22年） | 145世帯 369人 |  |
| 2015年（平成27年） | 155世帯 414人 |  |
| 2020年（令和2年）  | 130世帯 342人 |  |

### WEB
1. 1 2  総務省統計局 (2022年2月10日). “令和2年国勢調査の調査結果(e-Stat) - 男女別人口，外国人人口及び世帯数－町丁・字等” (CSV). 2023年8月2日閲覧。
2. ↑  “愛知県西尾市の町丁・字一覧”.   人口統計ラボ. 2023年12月31日閲覧。
3. ↑  “読み仮名データの促音・拗音を小書きで表記するもの(zip形式) 愛知県” (zip).   日本郵便 (2024年2月29日). 2024年3月26日閲覧。
4. ↑  “市外局番の一覧” (PDF).   総務省 (2022年3月1日). 2022年3月22日閲覧。
5. ↑  “ナンバープレートについて”.   一般社団法人愛知県自動車会議所. 2024年1月21日閲覧。
6. ↑  総務省統計局 (2014年3月28日). “平成7年国勢調査の調査結果(e-Stat) - 男女別人口及び世帯数 －町丁・字等” (CSV). 2021年7月20日閲覧。
7. ↑  総務省統計局 (2014年5月30日). “平成12年国勢調査の調査結果(e-Stat) - 男女別人口及び世帯数 －町丁・字等” (CSV). 2021年7月20日閲覧。
8. ↑  総務省統計局 (2014年6月27日). “平成17年国勢調査の調査結果(e-Stat) - 男女別人口及び世帯数 －町丁・字等” (CSV). 2021年7月21日閲覧。
9. ↑  総務省統計局 (2012年1月20日). “平成22年国勢調査の調査結果(e-Stat) - 男女別人口及び世帯数 －町丁・字等” (CSV). 2021年7月21日閲覧。
10. ↑  総務省統計局 (2017年1月27日). “平成27年国勢調査の調査結果(e-Stat) - 男女別人口及び世帯数 －町丁・字等” (CSV). 2021年7月21日閲覧。

### 書籍
1. ↑  「角川日本地名大辞典」編纂委員会 1989, pp. 632–633.
2. 1 2 3 4 5 6 7  「角川日本地名大辞典」編纂委員会 1989, p. 633.